# الانتخابات العامة الكويتية في يونيو 1938
أُجريت انتخابات لاختيار مجلس جديد، حيث فاز فيها أربعة عشر مرشحًا من أصل عشرين، وقد اعترف الشيخ أحمد الجابر الصباح لاحقًا بهذا المجلس باعتباره المجلس التشريعي الرسمي.

## الخلفية
انطلقت حركة المجلس في أوائل عام 1938، عندما بدأ عدد من التجار بالمطالبة بإصلاحات سياسية، شملت تحسين الخدمات العامة وتعزيز دور المواطنين في المشاركة في شؤون الحكم.
في أواخر شهر فبراير، تعرّض أحد النشطاء للجلد علنًا بعد اتهامه بكتابة شعارات على الجدران وتوزيع منشورات مناهضة للحكومة. وعلى الرغم من التطمينات بأن الأسماء التي ذكرها أثناء التحقيق لن تُتخذ ضدها أي إجراءات، فرّ عدد من الأشخاص إلى العراق.
لاحقًا، نشأت حركة سرية قامت بنشر مقترحاتها الإصلاحية في صحيفة الزمان العراقية بتاريخ 3 أبريل. وبعد أن حظيت هذه المقترحات بدعم من صحف عراقية أخرى، وجّه الشيخ رسالة إلى الصحافة العراقية طالب فيها بوقف التدخل في الشؤون الداخلية للكويت.
ونتيجة لهذا التوتر، منح الوكيل السياسي البريطاني جيرالد دي غوري الإذن بتقديم اقتراح للشيخ يقضي بتشكيل مجلس. وعلى الرغم من رفض الشيخ لهذا المقترح في البداية، فإن ضغط التجار ازداد بعد علمهم بالتوصية البريطانية. كما واجه الشيخ ضغطًا من داخل أسرته، إذ يُقال إن ابن عمه وولي العهد، الشيخ عبد الله السالم الصباح، سلّم دي غوري نسخة من اتفاق سابق بين الشيخ وعدد من العائلات البارزة، تعهّد فيه بتشكيل مجلس في حال اختياره شيخًا.

## النتائج
في 29 يونيو، قدّم ثلاثة من كبار التجار طلبًا رسميًا إلى الشيخ يدعونه فيه إلى تشكيل مجلس منتخب. وفي اليوم ذاته، اجتمع ممثلو 150 عائلة بارزة لاختيار أعضاء المجلس، وأسفرت الانتخابات عن فوز 14 عضوًا من بين 20 مرشحًا.
| المرشح                       | الأصوات | النسبة | الملاحظات |
| ---------------------------- | ------- | ------ | --------- |
| محمد شاهين الغنيم            | 103     | –      | منتخب     |
| يوسف بن عيسى القناعي         | 100     | –      | منتخب     |
| عبد الله الحمد الصقر         | 100     | –      | منتخب     |
| مشعان خضير مشعان خضير        | 82      | –      | منتخب     |
| سليمان خالد العدساني         | 77      | –      | منتخب     |
| علي السيد سليمان الرفاعي     | 76      | –      | منتخب     |
| مشاري الحسن البدر            | 62      | –      | منتخب     |
| سلطان إبراهيم الكليب         | 62      | –      | منتخب     |
| عبد اللطيف محمد ثنيان الغنيم | 61      | –      | منتخب     |
| يوسف صالح الحميضي            | 59      | –      | منتخب     |
| صالح عثمان الراشد            | 50      | –      | منتخب     |
| يوسف مرزوق المرزوق           | 45      | –      | منتخب     |
| حمد داوود المرزوق            | 39      | –      | منتخب     |
| خالد عبد اللطيف الحمد        | 37      | –      | منتخب     |
| المجموع                      |         |        |           |

## ما بعد الانتخابات
اجتمع الأعضاء المنتخبون في المجلس في 4 يوليو، وطالبوا الشيخ بالاعتراف بالمجلس الجديد. وبعد محاولات غير ناجحة لتقويض المجلس عبر تقديم امتيازات لأعضاء منشقين، وافق الشيخ في 6 يوليو وأعلن اعترافه به بصفته المجلس التشريعي.
وقد تم انتخاب ولي العهد، الشيخ عبد الله، رئيسًا للمجلس.
لكن السلطات البريطانية اعتبرت أن الصلاحيات التي منحها الشيخ للمجلس كانت مفرطة، خاصة مع تولّي المجلس مسؤولية الموافقة على المعاهدات الخارجية، ومنح رئيسه صلاحيات تنفيذية.
وفي 15 أكتوبر، عُقد اجتماع ضمّ جيرالد دي غوري، والشيخ، والمقيم السياسي البريطاني في الخليج الفارسي، وعددًا من أعضاء المجلس. وجرى الاتفاق خلاله على أن يتولى الشيخ وحده مسؤولية التفاوض وتوقيع الاتفاقيات الخارجية، على أن تُصبح سارية فقط بعد موافقة المجلس عليها.
لاحقًا، بدأت التوترات تتصاعد بين المجلس من جهة، والشيخ والوكيل السياسي البريطاني من جهة أخرى؛ إذ أثار المجلس غضب الشيخ بعد أن أقال عبد الله صالح المُلّا، السكرتير العام الذي كان يدير شؤون الدولة فعليًا منذ نحو أربعين عامًا. كما أبدى البريطانيون انزعاجهم من محاولات المجلس فرض سيطرته على عائدات النفط.
وفي 21 ديسمبر، قرر الشيخ حلّ المجلس ودعا إلى إجراء انتخابات جديدة.